# Triaenodes marginatus
Triaenodes marginatus är en nattsländeart som beskrevs av Sibley 1926. Triaenodes marginatus ingår i släktet Triaenodes och familjen långhornssländor. Inga underarter finns listade i Catalogue of Life.